# Arnold Foerster (Botaniker)

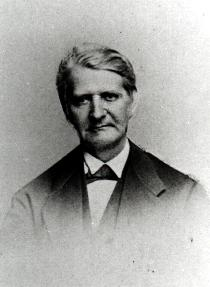
Arnold Foerster

Arnold Foerster (Schreibweise lt. Grabstein, in einigen Quellen auch: Förster; * 20. Januar 1810 in Aachen; † 13. August 1884 ebenda) war ein deutscher Botaniker und Entomologe. Sein offizielles botanisches Autorenkürzel lautet „Foerster“.

## Leben und Wirken
Der Sohn des Landwirtes Caspar Aegidius Arnold Foerster (1779–1821) und der Katharina Angelika Duyckers (1786–1846) zeigte schon als Schüler starkes Interesse an Insekten und besuchte daher regelmäßig den im benachbarten Stolberg lebenden Entomologen Johann Wilhelm Meigen, welcher auf die Entwicklung Foersters, der bereits mit elf Jahren seinen Vater verlor, großen Einfluss erhielt. Trotzdem begann Foerster nach seinem Abitur zunächst ein Studium der Medizin an der Universität Bonn, entschied sich aber alsbald für das Fachgebiet der Naturwissenschaften bei August Goldfuß. Zwischen diesen beiden entwickelte sich recht schnell ein freundschaftliches Verhältnis und Goldfuß ließ den recht mittellosen Studenten Foerster nicht nur bei sich wohnen, sondern setzte ihn auch als Nachhilfelehrer für seine Kinder und als Assistenten in seinem Institut ein. Weitere für Foerster bedeutende Hochschullehrer in dieser Zeit waren die Botaniker Christian Gottfried Daniel Nees von Esenbeck und Ludolph Christian Treviranus sowie der Mineraloge Johann Jacob Nöggerath.
Nach dem Abschluss seines Studiums fand Foerster ab 1836 eine Anstellung an der in der ein Jahr zuvor gegründeten „Höheren Bürgerschule“ in Aachen, dem späteren Couven-Gymnasium, wo er mit dem ein Jahr nach ihm eingestellten Johann Heinrich Kaltenbach einen kompetenten Fachkollegen fand. Foerster versah an dieser Schule seinen Dienst bis kurz vor seinem Tod und wurde hier 1850 zum Oberlehrer befördert und erhielt 1855 den Titel eines Professors. 
Während dieser Zeit vertiefte er seine Forschungen auf dem Gebiet der Entomologie und Botanik und unternahm zu diesem Zweck drei größere Reisen in die Schweiz, wo er unter anderem bei dem Hymenopterologen Emil Frey-Gessner (1826–1917) Unterkunft fand. Foerster fasste seine Studien über die verschiedenen Insektengruppen in zahlreichen Monografien zusammen, wobei er sich aber hauptsächlich den Hautflüglern widmete. Im Besonderen trug Foerster wesentlich dazu bei, dass zahlreiche neue Gattungen und Arten der Familien der Gall- und Schlupfwespen und deren Verwandtschaftskreis der Chalcidoidean, Proctotrupidaen und Braconidaen beschrieben wurden. Sein Interesse galt dabei vor allem den heimischen Arten, von denen er 2747 in der 1847 von ihm herausgegebenen „Übersicht der Käferfauna der Rheinprovinz“ auflistete Allein für den Aachener Lousberg zeichnete Foerster 672 Arten von Tag- und Nachtfaltern auf.
Neben seinen entomologischen Forschungen betätigte sich Foerster auch auf dem Gebiet der Botanik und veröffentlichte eine Arbeit über die Gattung Rubus und war Zuarbeiter für den Botaniker Philipp Wirtgen und dessen Publikation „Flora der preußischen Rheinlande“. Darüber hinaus gehörte er im Jahre 1843 in Aachen zu den Mitbegründern des „Naturhistorischen Vereins für die Preußischen Rheinlande“, der 1849 mit dem „Botanischen Verein am Mittel- und Niederrhein“ zum Naturhistorischen Verein der Rheinlande und Westfalen fusionierte und für den er die zoologische Sektion übernahm.
Trotz seiner vielfältigen Verpflichtungen fand Foerster noch Zeit, sich auch politisch zu betätigen und trat im Jahr 1845 der „Constantia-Gesellschaft“ bei, einem katholischen Wahl- und Bürgerverein, den er von 1873 bis 1876 als Präsident leitete. Außerdem gehörte er als Mitglied der Zentrumspartei einige Jahre der Stadtverordnetenversammlung an.
Für seine Verdienste um die Insektenkunde wurde Arnold Foerster 1853 von der Universität Bonn zum Dr. phil. h. c. ernannt. Außerdem wurde in der Nähe des Aachener Lousbergs eine Straße nach ihm benannt.
Nach seinem Tod wurden Foersters umfangreiche Sammlungen von anerkannten Privatpersonen und von verschiedenen wissenschaftlichen Institutionen übernommen, darunter dem Naturhistorischem Museum Wien und der Zoologischen Staatssammlung München.
Arnold Foerster war verheiratet mit Maria Barbara, geborene Zimmermann (1810–1889), mit der er jeweils drei Söhne und Töchter bekam. Er fand seine letzte Ruhestätte auf dem Aachener Ostfriedhof.

## Mitgliedschaften (Auswahl)
Foerster erwarb sich schnell ein internationales Renommee, woraufhin er Aufnahme in vielen entomologischen und naturwissenschaftlichen Gesellschaften erhielt, darunter:
- Stettiner Entomologische Verein, 1842
- Naturhistorischer Verein für die Preußischen Rheinlande, 1843
- Kaiserliche Leopoldinische Karolinische Akademie der Naturforscher, 1853[2]
- Société Linnéenne de Lyon, 1854
- Nederlandsche Entomogiche Vereeniging, 1855
- Zoologisch-Botanische Gesellschaft zu Wien, 1855
- Entomologische Gesellschaft in Berlin, 1857
- Societas Caes. n. c. Mosquensis, 1858
- Schweizer Entomologische Gesellschaft, 1881

Darüber hinaus ernannte im Jahr 1863 das Freie deutsche Hochstift zu Frankfurt am Main Foerster zum Ehrenmitglied und zum „Meister der Entomologie“.

## Werke (Auswahl)
- Beiträge zur Monographie der Familie Pteromalinen. Nees, M. Urlichs 1840 (Digitalisat)
- Uebersicht der Gattungen und Arten in der Familie der Psylloden, Harvard University 1848
- Hymenopterologische Studien, Ter Meer 1850–1856 (biodiversity heritage library)
  - Formicariae, In: Band 1 von Hymenopterologische Studien, Ter Meer 1850
  - Chalcidiae und Proctotrupii, In: Band 2 von Hymenopterologische Studien, Ter Meer 1856 (Digitalisat)
- Synoptische Übersicht der Familien und Gattungen in den beiden Gruppen der Chalcidiae Spin. und Proctotrupii Latr., Aachen 1856 (Digitalisat)
- Ein Tag in den Hoch-Alpen, Aachen 1861 (Digitalisat)
- Synopsis der Familien und Gattungen der Ichneumonen, Cornell University 1868
- Der Lousberg bei Aachen, eine naturhistorische Skizze, Aachen 1871 (Digitalisat)
- Ueber den systematischen Werth des Flügelgeäders bei den Hymenopteren, Barth, Cornell University 1877
- Flora excursoria des Regierungsbezirkes Aachen sowie der angrenzenden Gebiete der belgischen und holländischen Provinz Limburg. Phanerogamen und Gefässkryptogamen, Barth 1878
- Über die Polymorphie der Gattung Rubus, Barth 1880